# Oreste Muzzi
Oreste Muzzi (Firenze, 7 luglio 1887 – 1946) è stato un nuotatore italiano.

## Carriera
È stato un nuotatore forte nelle gare di fondo, sia in Italia che all'estero: per questo motivo fu convocato per i giochi olimpici del 1908 con Davide Baiardo, Mario Massa e Amilcare Beretta, fermandosi però alle batterie della gara dei 1500 metri che si è svolta in una piscina di cento metri nello stadio olimpico. A Oreste Muzzi venne intitolata la prima piscina coperta di Firenze facente parte del complesso della Casa della G.I.L. in piazza Beccaria, costruita a partire dal 1936 e demolita nel 1975-76 per la costruzione della nuova sede dell'Archivio di Stato.

## Palmarès
| Giochi Olimpici         | 1500 m st. libero         |
| 1908 Londra Regno Unito | elim. in batteria 28'52"8 |

### Campionati italiani
Questi i suoi risultati nei campionati:
| Anno | Edizione | stadio lago | miglio lago | miglio mare | 3x200 m lago | 3x200 m mare | sul fianco 100 m |
| ---- | -------- | ----------- | ----------- | ----------- | ------------ | ------------ | ---------------- |
| 1907 | Estivi   | -           | 2           | nd          | -            | nd           | nd               |
| 1908 | Estivi   | -           | 2           | nd          | 3            | nd           | nd               |
| 1909 | Estivi   | 3           | 2           | nd          | (2º ?)       | nd           | 2                |
| 1910 | Estivi   | -           | 2           | 2           | -            | 3            | nd               |